# Terry MacBride
Terry MacBride (ur. 12 lutego 1927 w Sydney, zm. 23 sierpnia 2019) – australijski rugbysta grający w formacji ataku, reprezentant kraju, działacz sportowy.
Uczęszczał do Scots College, reprezentując szołę w lekkokatletyce, rugby oraz krykiecie, a następnie na University of Sydney.
W trakcie kariery sportowej reprezentował przez jeden sezon klub Sydney Uni, a przez kolejne dwa Easts. Pierwsze powołanie do stanowej reprezentacji otrzymał już w 1946 roku, postanowił jednak zrezygnować z tournée do Queensland, zagrał w niej jednak dwukrotnie w roku kolejnym – przeciwko Nowozelandczykom.
W latach 1946–1948 rozegrał dziesięć testmeczów dla australijskiej reprezentacji. Po dobrych występach w meczach otwierających tournée po Nowej Zelandii, szansę debiutu w testmeczu otrzymał, gdy kontuzji doznali skrzydłowi Jack McLean i Jim Stone, a w meczowym składzie utrzymał się – choć jako środkowy obok Trevora Allana – także w pozostałych dwóch. Rok później w kraju zagrał w dwóch testmeczach z All Blacks (raz na skrzydle, raz na środku ataku wraz z Maxem Howellem) oraz we wszystkich pięciu podczas wyprawy po północnej półkuli na przełomie lat 1947/48, gdzie jego partnerem na prawym skrzydle ataku był Arthur Tonkin.
Powrócił z tej ostatniej z kontuzją uda, po rehabilitacji zagrał jeszcze w jednym sezonie klubowym, po czym zakończył karierę zawodniczą. Przez następne kilka dekad pozostał jednak związany z tym sportem, będąc działaczem w klubie Easts, jak również członkiem panelu selekcjonerów reprezentacji kraju.